# نوت گینگریچ
نوتن لروی "نوت" گینگریچ (به انگلیسی: Newt Gingrich) (‎/ˈnuːt ˈɡɪŋɡrɪtʃ/‎؛ زاده ۱۷ ژوئن ۱۹۴۳) سیاستمدار و مشاور سیاسی آمریکایی است. وی به عنوان یک جمهوریخواه، حوزه انتخابیه ششم جورجیا را از سال ۱۹۷۹ تا زمان استعفایش در سال ۱۹۹۹ در کنگره آمریکا نمایندگی می‌کرد. او رئیس مجلس نمایندگان ایالات متحده آمریکا در بین سال‌های ۱۹۹۵ تا ۱۹۹۹ و نامزد کسب کاندیداتوری حزب جمهوریخواه در انتخابات ریاست جمهوری آمریکا در سال ۲۰۱۲ بود.
در دهه ۱۹۷۰، گینگریچ در دانشگاه جورجیای غربی تاریخ و جغرافیا تدریس می‌کرد. در این دوره او دو بار (۱۹۷۴ و ۱۹۷۶) برای مجلس نمایندگان ایالات متحده آمریکا رقابت کرد تا این که در انتخابات نوامبر ۱۹۷۸ پیروز شد. او از ۱۹۸۹ تا ۱۹۹۵ به عنوان ویپ (نفر رتبه دوم) اقلیت مجلس کار کرد.
گینگریچ از جمله رهبران عمده پیروزی حزب جمهوریخواه در انتخابات کنگره سال ۱۹۹۴ بود. در سال ۱۹۹۵، مجله تایم او را به دلیل «پایان دادن به چهار دهه اکثریت حزب دمکرات در مجلس نمایندگان» به عنوان مرد سال معرفی کرد. در دوره ریاست او، مجلس اصلاحات رفاهی، کاهش مالیات بر عواید سرمایه‌ای، را در ۱۹۹۷ و اولین بودجه متوازن از سال ۱۹۶۹ را در ۱۹۹۸ تصویب کرد. عملکرد ضعیف جمهوریخواهان در انتخابات ۱۹۹۸ کنگره، و توبیخ گینگریچ به دلیل نقض اخلاق کاری و فشار از سوی همکاران جمهوریخواه موجب شد او در ۶ نوامبر ۱۹۹۸ از ریاست استعفا کند، و در ۳ ژانویه ۱۹۹۹ از مجلس به کلی استعفا بدهد.
گینگریچ از زمان ترک مجلس، در مباحثات سیاست عمومی فعال مانده و به عنوان مشاور سیاسی مشغول به کار است. او اندیشکدههای بسیاری، را تأسیس و ریاست کرده‌است. او ۲۷ کتاب را به تنهایی یا با مشارکت دیگران نوشته‌است. در مه ۲۰۱۱، او رقابت برای کسب نامزدی حزب جمهوریخواه را در انتخابات ریاست جمهوری اعلام کرد. در ۲ مه ۲۰۱۲ او مبارزاتش را خاتمه داد و از میت رامنی، پیشتاز وقت انتخابات حمایت کرد که نهایتاً موفق به کسب نامزدی شد.
گینگریچ که تربیت لوتری داشته و بیشتر عمرش بپتیست جنوبی بوده، در سال ۲۰۰۹ به کاتولیسیسم رومی گروید. او سه بار ازدواج کرده که دو ازدواج اولش به رابطه با زن دیگری بدون اطلاع همسرش و طلاق انجامیده. او از ازدواج اولش دو فرزند دارد و از سال ۲۰۰۰ با کلیستا گینگریچ ازدواج کرده‌است.
هم‌اکنون گینگریچ مشاور شرکت معدنی کانادایی بریک گولد است.

## مواضع سیاسی
گینگریچ رئیس پیشین مجلس آمریکا روز اول ژوئیه ۲۰۱۷ در گردهمایی سالانه اپوزیسیون ایران گفت: ترامپ با دموکرات‌ها کارخواهد کرد تا ماشین تروریسم دولتی ایران را متوقف کند. وی در ادامه گفت مجاهدین خلق تاکنون اطلاعات خوبی از ایران ارائه کرده‌اند و منابعی در داخل دارند که واقعی هستند. 